# Marcus Popillius Laenas (consul en -316)
Pour les articles homonymes, voir Popillius Laenas.
Marcus Popillius Laenas est un homme politique de la République romaine, consul en 316 av. J.-C.

## Famille
Il est membre de la gens des Popillii Laenates. Son père, Marcus Popillius Laenas, atteint quatre fois le consulat, en 359, 356, 350 et 348 av. J.-C.

## Biographie
Marcus Popillius Laenas et son collègue Spurius Nautius Rutilus restent à Rome durant leur consulat. Arrivés en fin de mandat, ils nomment Lucius Aemilius Mamercinus Privernas dictateur pour prendre en charge le commandement militaire dans les opérations contre les Samnites. Ce dernier met le siège devant Saticula mais ne parvient pas à s'en emparer.